# Флаг-футбол

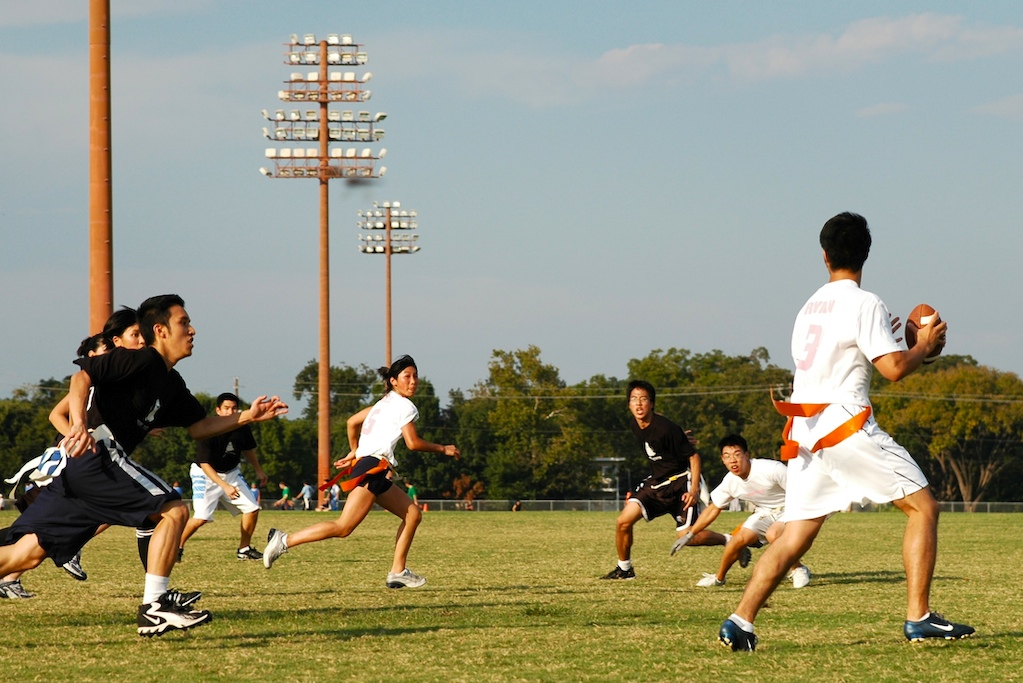
Матч з Флаг-футболу

Флаг-футбол — різновид американського футболу, а точніше — його безконтактна версія. Мета гри така ж як і в американському футболі — занести м'яч у залікову зону суперника. Основна відмінність — заборонені жорсткі контакти, спортсмени грають без захисної екіпіровки. Замість шоломів та каркасів на поясі гравця прикріплені два прапорці. І якщо в американському футболі для того, щоб зупинити гравця з м'ячем використовується захват (жорсткий контакт), то у флаг-футболі достатньо зірвати з нього прапорець. У флаг–футбол грають, як діти, так і дорослі. Його розвивають усі європейські федерації американського футболу, як вид спорту, який допомагає освоїти складні технічні прийоми американського футболу, до автоматизму засвоїти тактичні комбінації, ігрові та рухові навички.